# Sharp MZ 5500 - 5600
Sharp MZ 5500—5600. (MZ 5500—5600.) је професионални рачунар фирме Шарп (Sharp) који је почео да се производи у Јапану током 1983. године.
Користио је Intel 8086 микропроцесорску јединицу а РАМ меморија рачунара је имала капацитет од 256 KB (до 512 ) (Sharp MZ 5521), 128 KB (MZ 5501, MZ 5511). 
Као оперативни систем кориштен је EOS 16 - MS DOS.

## Детаљни подаци
Детаљнији подаци о рачунару MZ 5500—5600. су дати у табели испод.
|                       |                                                                                     |
| [ 1 ]                 |                                                                                     |
| Произвођач            | Шарп                                                                                |
| Тип                   | професионални рачунар                                                               |
| Меморија              | 256 (до 512 ) (Sharp MZ 5521), 128 (MZ 5501, MZ 5511)                               |
| Поријекло             | Јапан                                                                               |
| Година                | 1983                                                                                |
| Тастатура             | тастатура са пуним помаком тастера                                                  |
| Процесор              | 8086                                                                                |
| Фреквенција процесора | 4                                                                                   |
| RAM                   | 256 (до 512 ) (Sharp MZ 5521), 128 (MZ 5501, MZ 5511)                               |
| ROM                   | непознато                                                                           |
| Текст                 | 80 x 25 / 40 x 25                                                                   |
| Графика               | 640 x 400 - 320 x 200                                                               |
| Боја                  | монохром                                                                            |
| Звук                  | 3 гласа / 8 октава                                                                  |
| Димензије             | 47,1 (ширина) x 37,5 (дубина) x 14,5 (висина) (главна јединица) / укупна тежина: 24 |
| Портови               |                                                                                     |
| Оперативни систем     |                                                                                     |